# Цитович, Пётр Павлович
Пётр Павлович Ци́тович (7 [19] октября 1843, Черниговская губерния — 19 октября [2 ноября] 1913, Санкт-Петербург) — русский государственный деятель и правовед; заслуженный профессор и доктор гражданского права; сенатор, тайный советник.

## Биография
Родился 7 (19) октября 1843 года в семье сельского священника Черниговской губернии. Обучался в духовном училище и Черниговской духовной семинарии, но после смерти отца поступил учиться в Императорский Харьковский университет.
Окончил юридический факультет Харьковского университета в 1866 году и с 26 сентября, при поддержке профессора Станиславского, был оставлен стипендиатом для приготовления к профессорскому званию. В 1867 году представил диссертацию на право преподавания «К учению о способах приобретения прав собственности по русскому праву» и с 31 мая 1867 года приступил в звании приват-доцента к чтению лекций по гражданскому праву и судопроизводству, не читавшиеся в течение года из-за перехода С. В. Пахмана в Петербургский университет. В 1868 году выдержал магистерский экзамен, в 1870 году защитил магистерскую диссертацию на тему: «Исходные моменты в истории русского права наследования», где обнаружил все особенности своего яркого научного дарования — «Законченность отделки; внутреннюю стройность системы; обилие и определённость юридических идей, при удачном применении их к анализу частностей; уменье владеть научным методом, который сводит все частности к одной гибли и органически привязывает весьма разнообразный, но тщательно проверенный материал к главному предмету». (Из рецензии проф. А. Н. Стоянова). На два года был командирован за границу.
С 1 сентября 1871 года он был утверждён штатным доцентом, а после защиты диссертации «Деньги в области гражданского права» 19 апреля 1873 года был удостоен степени доктора гражданского права.
В мае 1873 года был избран доцентом Новороссийского университета, по той же кафедре, «для преподавания торгового и вексельного права». Харьковский университет пытался удержать его и дважды избирал его экстраординарным профессором.
В Новороссийском университете Цитовичу было поручено чтение торгового права, поскольку гражданское право преподавалось профессором А. В. Куницыным. В звании экстраординарного профессора он был утверждён 2 октября 1873 года, ординарным профессором — 19 января 1874 года.
В 1876 году на должность доцента по кафедре политической экономии в университет был избран приват-доцент Демидовского лицея А. С. Посников. Кандидатура Посникова поддерживалась проф. Дювернуа, одобрительный отзыв о его учёных трудах по общинному землевладению был представлен профессором Шпилевским. Но Цитович в своём сочинении «Новые приёмы» отрицательно отнесся к методу исследования, к приёмам использования литературы и к окончательным выводам. Дело было в том, что П. П. Цитович уже в своей работе о наследовании отрицательно отнёсся к общинному землевладению, поэтому и выступил критиком трудов Посникова. Мнение Цитовича вызвало отпор, разгорелась полемика и в феврале 1877 года Цитович просил дать ему кафедру в Харьковском университете, но по неизвестной причине возвращение в Харьков не состоялось. В результате 20 января 1880 года Цитович взял отпуск и в Одессу больше не вернулся; 31 марта он был назначен обер-прокурором в 4-м департаменте Сената, куда поступали дела из коммерческих судов. Был назначен редактором, созданной 15 марта газеты «Берег». После прекращения издания газеты, 25 апреля 1881 года он был уволен от службы в Сенате и командирован с учёной целью за границу, где пробыл до 6 сентября 1884 года.
Подал ходатайство о занятии кафедры торгового права в Новороссийском университете, но в заседании университетского Совета 5 октября 1884 года не был избран и был вынужден согласиться на занятие этой же кафедру в Киевском университете. Вскоре был перемещён на кафедру гражданского права, продолжив чтение лекций по, ставшей вакантной, кафедре торгового права.
С 28 января 1894 года он стал членом Совета министра финансов, принял участие в ряде законодательных работ.
С 21 сентября 1900 года занял кафедру торгового права в Императорском Санкт-Петербургском университете, сохраняя служебное положение в Министерстве финансов. С 1903 года — заслуженный профессор. По выслуге 30 лет, 13 декабря 1904 года был выведен за штат и в 1905 году прекратил чтение лекций по торговому праву. 
С 10 апреля 1911 года ему было повелено присутствовать в Сенате с оставлением в должности заслуженного профессора.
В середине 1912 года ему была сделана операция по поводу злокачественной опухоли. Умер 19 октября (1 ноября) 1913 года в 9 часов утра. Похоронен на Никольском кладбище. На момент смерти  — тайный советник. 

## Основные труды
- «Лекции по торговому праву, читанные в Новоросс. унив.» (Одесса, 1873 — 74);
- «Курс русского гражданского права» (Одесса, 1878);
- «Очерк основных понятий торгового права» (Киев, 1886);
- «Курс вексельного права» (Киев, 1887);
- «Морское торговое право» (Киев, 1889);
- «Учебник торгового права» (Киев, 1891);
- «Очерки по теории торгового права» (СПб., 1901—1902).

## Награды и звания
Ордена: Св. Анны 2-й степени, Св. Владимира 3-й степени, Св. Станислава 1-й степени, Св. Анны 1-й степени, Св. Владимира 2-й степени.
Серебряная медаль в память Александра III для ношения на груди на Александровской ленте.